# Dylan Teuns
Dylan Teuns (Diest, 1º marzo 1992) è un ciclista su strada belga che corre per il team Cofidis. Passista veloce, professionista dal 2015, ha vinto il Tour de Pologne 2017, due tappe al Tour de France e la Freccia Vallone 2022.

## Carriera

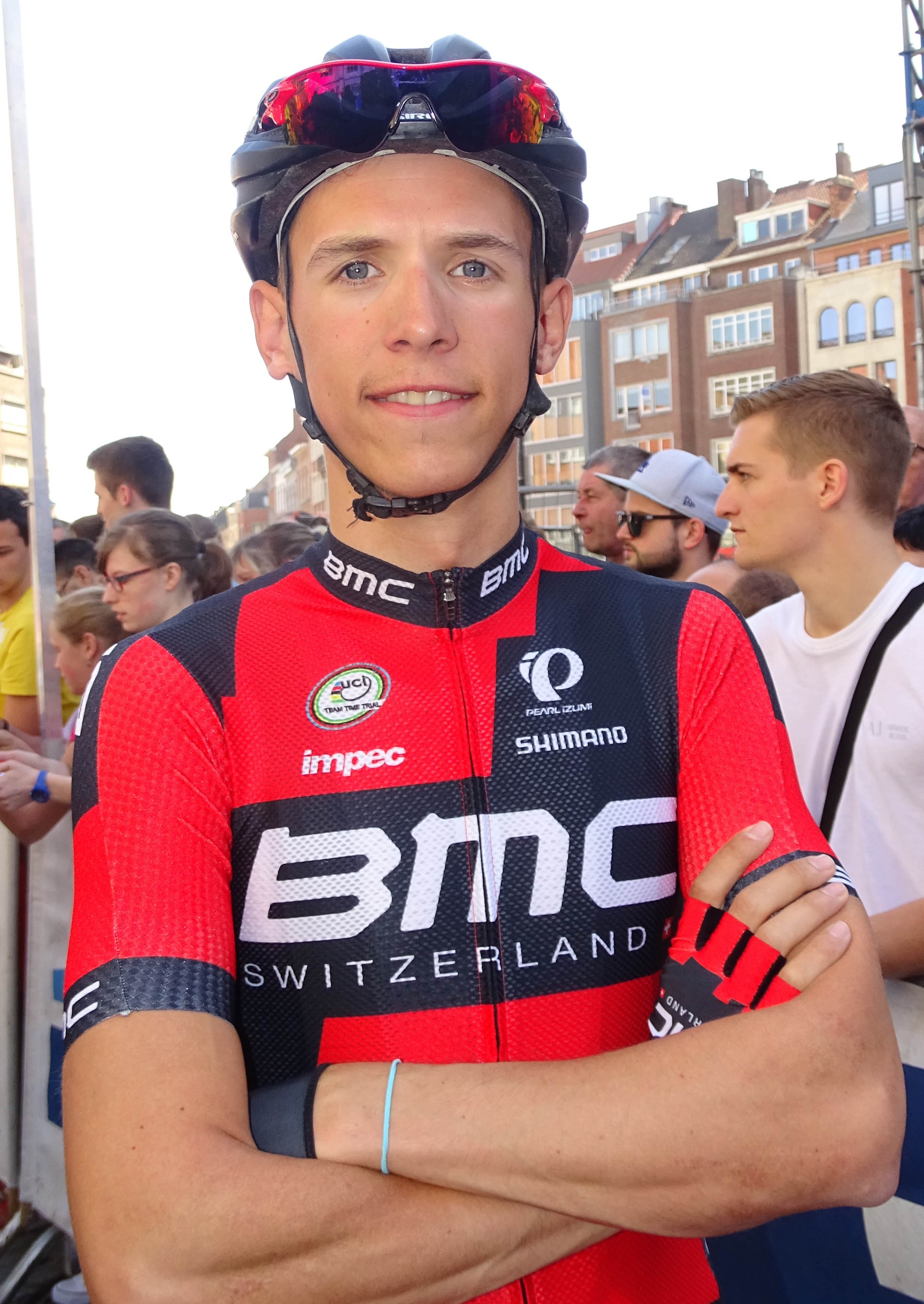
Dylan Teuns durante la partenza della Freccia del Brabante 2015.

Si mette in luce nel 2014, tra le file del BMC Development Team, vincendo una tappa al Tour de Bretagne, una al Giro della Valle d'Aosta e una al Tour de l'Avenir. In qualità di stagista disputa il Tour of Britain, concludendo decimo in classifica, e infine si piazza secondo al Piccolo Giro di Lombardia, battuto in una volata a due dall'italiano Gianni Moscon.
Grazie anche a questi risultati passa professionista, a partire dal 2015, per la BMC, con cui ottiene la vittoria nella cronosquadre della terza tappa del Critérium du Dauphiné. Nel 2016, così come accaduto l'anno precedente, non ottiene successi individuali; si piazza comunque diciottesimo all'Amstel Gold Race e diciassettesimo alla Liegi-Bastogne-Liegi.
A fine agosto debutta in un grande Giro alla Vuelta a España, ottenendo come miglior piazzamento un decimo posto sull'Alto del Naranco, traguardo della nona tappa, dopo essere entrato nella fuga di giornata. Nel 2017 ottiene il primo piazzamento di rilievo nelle classiche delle Ardenne, classificandosi terzo a 1" dallo spagnolo Alejandro Valverde alla Freccia Vallone.
Nel mese di maggio corre il Giro d'Italia, ma con scarsi risultati. A fine luglio ottiene i suoi primi successi da professionista, vincendo la terza e la quinta tappa del Tour de Wallonie, imponendosi anche nella classifica finale. Pochi giorni dopo fa sua la terza tappa del Tour de Pologne – prima vittoria in una corsa World Tour –, anticipando sullo strappo conclusivo lo slovacco Peter Sagan: Nelle quattro frazioni rimanenti resiste agli attacchi degli avversari, facendo sua la classifica generale.
Continua la sua striscia vincente trionfando in agosto nella prima tappa dell'Arctic Race of Norway, anch'essa con un arrivo su una breve rampa: durante la breve corsa a tappe norvegese conclude al secondo posto la terza tappa, facendo nuovamente sua la quarta e ultima frazione nonché la classifica generale. Nel 2018 conclude sesto alla Parigi-Nizza, settimo alla Freccia del Brabante, quinto al Tour de Pologne, per tre volte sul podio in frazioni della Vuelta a España, e infine terzo al Giro dell'Emilia e terzo anche al Giro di Lombardia, una delle cinque "classiche monumento".
Torna al successo nel 2019, conquistando la sesta frazione del Tour de France con arrivo in cima alla Planche des Belles Filles. Nel 2020 vince la prova a cronometro della Vuelta a Andalucía, mentre nel 2021 conquista per la seconda volta in carriera una tappa del Tour de France.
Il 20 aprile 2022 vince la Freccia Vallone dimostrandosi superiore a tutti gli avversari durante l'ultimo passaggio sul Muro di Huy. Dopo una settimana ottiene il secondo successo stagionale conquistando la prima tappa del Tour de Romandie. Il 5 agosto dello stesso anno lascia la Bahrain Victorious con effetto immediato, passando alla Israel-Premier Tech.

## Palmarès

### Strada
- 2010 (Juniores)

Omloop Het Nieuwsblad Juniors
- 2013 (Ventilair-Steria Cycling Team)

1ª tappa Triptyque Ardennais (Raeren > Büllingen)
- 2014 (BMC Development Team)

3ª tappa Tour de Bretagne (Mauron > Jugon-les-Lacs)
3ª tappa Giro della Valle d'Aosta (Châtel > Morillon/Les Esserts)
5ª tappa Tour de l'Avenir (Bons-en-Chablais > Les Carroz d'Arâches)
- 2017 (BMC Racing Team, otto vittorie)

3ª tappa Tour de Wallonie (Arlon > Houffalize)
5ª tappa Tour de Wallonie (Chièvres > Thuin)
Classifica generale Tour de Wallonie
3ª tappa Tour de Pologne (Jaworzno > Szczyrk)
Classifica generale Tour de Pologne
1ª tappa Arctic Race of Norway (Engenes > Narvik)
4ª tappa Arctic Race of Norway (Tromsø > Tromsø)
Classifica generale Arctic Race of Norway
- 2019 (Bahrain-Merida, due vittorie)

2ª tappa Critérium du Dauphiné (Mauriac > Craponne-sur-Arzon)
6ª tappa Tour de France (Mulhouse > La Planche des Belles Filles)
- 2020 (Bahrain-McLaren, una vittoria)

5ª tappa Vuelta a Andalucía (Mijas, cronometro)
- 2021 (Bahrain Victorious, una vittoria)

8ª tappa Tour de France (Oyonnax > Le Grand-Bornand)
- 2022 (Bahrain Victorious, due vittorie)

Freccia Vallone
1ª tappa Tour de Romandie (La Grande Béroche > Romont)

#### Altri successi
- 2014 (BMC Development Team)

Classifica giovani Tour de Bretagne
Classifica giovani Tour of Utah
- 2015 (BMC Racing Team)

3ª tappa Critérium du Dauphiné (Roanne > Montagny, cronosquadre)
- 2017 (BMC Racing Team)

Classifica a punti Tour de Wallonie
Classifica giovani Arctic Race of Norway
Classifica a punti Arctic Race of Norway

## Piazzamenti

### Grandi Giri
- Giro d'Italia

2017: 75º
- Tour de France

2019: 44º
2021: 17º
2022: 18º
2023: 35º
2025: 90º
- Vuelta a España

2016: 100º
2018: 33º
2019: 12º

### Classiche monumento
- Milano-Sanremo

2019: ritirato
2020: 70º
- Giro delle Fiandre

2020: 11º
2021: 35º
2022: 6º
2023: 37º
2024: 8º
2025: 41º
- Parigi-Roubaix

2022: ritirato
- Liegi-Bastogne-Liegi

2015: 31º
2016: 17º
2017: 24º
2018: 20º
2019: 9º
2020: 27º
2021: 34º
2022: 6º
2024: 15º
2025: 88º
- Giro di Lombardia

2015: 70º
2018: 3º
2019: ritirato
2021: 37º
2023: ritirato

### Competizioni mondiali
- Campionati del mondo su strada

Offida 2010 - In linea Juniors: 58º
Ponferrada 2014 - In linea Under-23: 29º
Bergen 2017 - In linea Elite: 72º
Innsbruck 2018 - In linea Elite: 29º
Yorkshire 2019 - In linea Elite: 37º
Fiandre 2021 - In linea Elite: 27º

### Competizioni europee
- Campionati europei

Nyon 2014 - In linea Under-23: 28º
Trento 2021 - In linea Elite: ritirato